# Cerithium bermotiense
Cerithium bermotiense is een uitgestorven slakkensoort uit de familie van de Cerithiidae. De wetenschappelijke naam van de soort is voor het eerst geldig gepubliceerd in 2009 door Harzhauser et al..